# Karel De Gucht
Karel Lodewijk Georgette Emmerence De Gucht (Overmere, 27 de gener de 1954) és un polític belga que va ser el Comissari Europeu de Comerç des de febrer de 2010 fins al 31 d'octubre de 2014. Anteriorment, va ser ministre d'Afers Exteriors de Bèlgica de 2004 a 2009 i Comissari Europeu de Cooperació Internacional, Ajuda Humanitària i Resposta a les Crisis de 2009 2010.